# Coupe du monde de ski de fond 2018-2019
Navigation
Édition précédente Édition suivante
La 38e édition de la Coupe du monde de ski de fond se déroule du 24 novembre 2018 au 24 mars 2019. Elle est entravée par les championnats du monde de ski nordique au mois de février.
Le Norvégien Johannes Høsflot Klæbo conserve son titre sur le classement général, où il devance le Russe Alexander Bolshunov un autre Norvégien, Sjur Røthe. Le classement féminin est remporté par la Norvégienne Ingvild Flugstad Østberg, devant la Russe Natalia Nepryaeva et Therese Johaug. Chez les hommes, Johannes Høsflot Klæbo remporte également le globe de cristal des sprints et Alexander Bolshunov celui des courses de distances. Chez les femmes, Stina Nilsson remporte le globe des sprints et Therese Johaug celui des courses de distances.

## Programme de la saison
La saison comporte 33 épreuves (dont 4 par équipes) réparties à travers 17 sites en Europe et en Amérique du Nord.
| \| Québec \| Sites des compétitions en · Amérique du Nord |
| Québec                                                    |

| Québec |

| \| Davos Dobbiaco Val Müstair Oberstdorf Val di Fiemme Dresde Cogne \| Sites des compétitions en Europe centrale |
| Davos Dobbiaco Val Müstair Oberstdorf Val di Fiemme Dresde Cogne                                                 |

| Davos Dobbiaco Val Müstair Oberstdorf Val di Fiemme Dresde Cogne |

| \| Ruka Lillehammer Beitostolen Otepää Ulricehamn Lahti Oslo Drammen Falun \| Sites des compétitions en Europe du Nord |
| Ruka Lillehammer Beitostolen Otepää Ulricehamn Lahti Oslo Drammen Falun                                                |

| Ruka Lillehammer Beitostolen Otepää Ulricehamn Lahti Oslo Drammen Falun |

| \| Québec \| Sites des compétitions en · Amérique du Nord |
| Québec                                                    |

| Québec |

| \| Davos Dobbiaco Val Müstair Oberstdorf Val di Fiemme Dresde Cogne \| Sites des compétitions en Europe centrale |
| Davos Dobbiaco Val Müstair Oberstdorf Val di Fiemme Dresde Cogne                                                 |

| Davos Dobbiaco Val Müstair Oberstdorf Val di Fiemme Dresde Cogne |

| \| Ruka Lillehammer Beitostolen Otepää Ulricehamn Lahti Oslo Drammen Falun \| Sites des compétitions en Europe du Nord |
| Ruka Lillehammer Beitostolen Otepää Ulricehamn Lahti Oslo Drammen Falun                                                |

| Ruka Lillehammer Beitostolen Otepää Ulricehamn Lahti Oslo Drammen Falun |

## Attribution des points

### Individuel
| Place  | 1er | 2e | 3e | 4e | 5e | 6e | 7e | 8e | 9e | 10e | 11e | 12e | 13e | 14e | 15e | 16e | 17e | 18e | 19e | 20e | 21e | 22e | 23e | 24e | 25e | 26e | 27e | 28e | 29e | 30e |
| ------ | --- | -- | -- | -- | -- | -- | -- | -- | -- | --- | --- | --- | --- | --- | --- | --- | --- | --- | --- | --- | --- | --- | --- | --- | --- | --- | --- | --- | --- | --- |
| Points | 100 | 80 | 60 | 50 | 45 | 40 | 36 | 32 | 29 | 26  | 24  | 22  | 20  | 18  | 16  | 15  | 14  | 13  | 12  | 11  | 10  | 9   | 8   | 7   | 6   | 5   | 4   | 3   | 2   | 1   |

| Place  | 1er | 2e | 3e | 4e | 5e | 6e | 7e | 8e | 9e | 10e | 11e | 12e | 13e | 14e | 15e | 16e | 17e | 18e | 19e | 20e | 21e | 22e | 23e | 24e | 25e | 26e | 27e | 28e | 29e | 30e |
| ------ | --- | -- | -- | -- | -- | -- | -- | -- | -- | --- | --- | --- | --- | --- | --- | --- | --- | --- | --- | --- | --- | --- | --- | --- | --- | --- | --- | --- | --- | --- |
| Points | 50  | 46 | 43 | 40 | 37 | 34 | 32 | 30 | 28 | 26  | 24  | 22  | 20  | 18  | 16  | 15  | 14  | 13  | 12  | 11  | 10  | 9   | 8   | 7   | 6   | 5   | 4   | 3   | 2   | 1   |

| Place  | 1er | 2e  | 3e  | 4e  | 5e | 6e | 7e | 8e | 9e | 10e | 11e | 12e | 13e | 14e | 15e | 16e | 17e | 18e | 19e | 20e | 21e | 22e | 23e | 24e | 25e | 26e | 27e | 28e | 29e | 30e |
| ------ | --- | --- | --- | --- | -- | -- | -- | -- | -- | --- | --- | --- | --- | --- | --- | --- | --- | --- | --- | --- | --- | --- | --- | --- | --- | --- | --- | --- | --- | --- |
| Points | 200 | 160 | 120 | 100 | 90 | 80 | 72 | 64 | 58 | 52  | 48  | 44  | 40  | 36  | 32  | 30  | 28  | 26  | 24  | 22  | 20  | 18  | 16  | 14  | 12  | 10  | 8   | 6   | 4   | 2   |

| Place  | 1er | 2e  | 3e  | 4e  | 5e  | 6e  | 7e  | 8e  | 9e  | 10e | 11e | 12e | 13e | 14e | 15e | 16e | 17e | 18e | 19e | 20e | 21e | 22e | 23e | 24e | 25e | 26e | 27e | 28e | 29e | 30e |
| ------ | --- | --- | --- | --- | --- | --- | --- | --- | --- | --- | --- | --- | --- | --- | --- | --- | --- | --- | --- | --- | --- | --- | --- | --- | --- | --- | --- | --- | --- | --- |
| Points | 400 | 320 | 240 | 200 | 180 | 160 | 144 | 128 | 116 | 104 | 96  | 88  | 80  | 72  | 64  | 60  | 56  | 52  | 48  | 44  | 40  | 36  | 32  | 28  | 24  | 20  | 16  | 12  | 8   | 4   |

### Par équipe
| Place  | 1er | 2e  | 3e  | 4e  | 5e | 6e | 7e | 8e | 9e | 10e | 11e | 12e | 13e | 14e | 15e | 16e | 17e | 18e | 19e | 20e | 21e | 22e | 23e | 24e | 25e | 26e | 27e | 28e | 29e | 30e |
| ------ | --- | --- | --- | --- | -- | -- | -- | -- | -- | --- | --- | --- | --- | --- | --- | --- | --- | --- | --- | --- | --- | --- | --- | --- | --- | --- | --- | --- | --- | --- |
| Points | 200 | 160 | 120 | 100 | 90 | 80 | 72 | 64 | 58 | 52  | 48  | 44  | 40  | 36  | 32  | 30  | 28  | 26  | 24  | 22  | 20  | 18  | 16  | 14  | 12  | 10  | 8   | 6   | 4   | 2   |

| Place  | 1er | 2e | 3e | 4e | 5e | 6e | 7e | 8e | 9e | 10e | 11e | 12e | 13e | 14e | 15e | 16e | 17e | 18e | 19e | 20e | 21e | 22e | 23e | 24e | 25e | 26e | 27e | 28e | 29e | 30e |
| ------ | --- | -- | -- | -- | -- | -- | -- | -- | -- | --- | --- | --- | --- | --- | --- | --- | --- | --- | --- | --- | --- | --- | --- | --- | --- | --- | --- | --- | --- | --- |
| Points | 100 | 80 | 60 | 50 | 45 | 40 | 36 | 32 | 29 | 26  | 24  | 22  | 20  | 18  | 16  | 15  | 14  | 13  | 12  | 11  | 10  | 9   | 8   | 7   | 6   | 5   | 4   | 3   | 2   | 1   |

## Classements

### Classements généraux
| Rang | Nom                    | Points |
| ---- | ---------------------- | ------ |
| 1    | Johannes Høsflot Klæbo | 1717   |
| 2    | Alexander Bolshunov    | 1617   |
| 3    | Sjur Røthe             | 974    |
| 4    | Simen Hegstad Krüger   | 907    |
| 5    | Didrik Tønseth         | 865    |
| 6    | Emil Iversen           | 825    |
| 7    | Francesco De Fabiani   | 817    |
| 8    | Federico Pellegrino    | 706    |
| 9    | Martin Johnsrud Sundby | 689    |
| 10   | Sergueï Oustiougov     | 633    |

| Rang | Nom                      | Points |
| ---- | ------------------------ | ------ |
| 1    | Ingvild Flugstad Østberg | 1654   |
| 2    | Natalia Nepryaeva        | 1431   |
| 3    | Therese Johaug           | 1322   |
| 4    | Krista Pärmäkoski        | 1316   |
| 5    | Stina Nilsson            | 1072   |
| 6    | Jessica Diggins          | 1005   |
| 7    | Ebba Andersson           | 918    |
| 8    | Yulia Belorukova         | 853    |
| 9    | Maja Dahlqvist           | 672    |
| 10   | Charlotte Kalla          | 658    |

### Classements de Distance
| Rang | Nom                    | Points |
| ---- | ---------------------- | ------ |
| 1    | Alexander Bolshunov    | 864    |
| 2    | Sjur Røthe             | 558    |
| 3    | Martin Johnsrud Sundby | 513    |
| 4    | Simen Hegstad Krüger   | 495    |
| 5    | Didrik Tønseth         | 484    |

| Rang | Nom                      | Points |
| ---- | ------------------------ | ------ |
| 1    | Therese Johaug           | 956    |
| 2    | Ingvild Flugstad Østberg | 817    |
| 3    | Natalia Nepryaeva        | 692    |
| 4    | Krista Pärmäkoski        | 687    |
| 5    | Ebba Andersson           | 646    |

### Classements de Sprint
| Rang | Nom                    | Points |
| ---- | ---------------------- | ------ |
| 1    | Johannes Høsflot Klæbo | 754    |
| 2    | Federico Pellegrino    | 555    |
| 3    | Eirik Brandsdal        | 471    |
| 4    | Sindre Bjørnestad Skar | 444    |
| 5    | Alexander Bolshunov    | 363    |

| Rang | Nom                    | Points |
| ---- | ---------------------- | ------ |
| 1    | Stina Nilsson          | 626    |
| 2    | Maiken Caspersen Falla | 583    |
| 3    | Maja Dahlqvist         | 482    |
| 4    | Sophie Caldwell        | 371    |
| 5    | Natalia Nepryaeva      | 311    |

### Coupe des Nations
| Rang | Nation     | Points |
| ---- | ---------- | ------ |
| 1    | Norvège    | 12567  |
| 2    | Russie     | 8636   |
| 3    | Suède      | 7015   |
| 4    | Finlande   | 3512   |
| 5    | États-Unis | 3068   |

| Rang | Nation  | Points |
| ---- | ------- | ------ |
| 1    | Norvège | 6740   |
| 2    | Russie  | 4929   |
| 3    | France  | 2288   |
| 4    | Suède   | 2098   |
| 5    | Italie  | 1866   |

| Rang | Nation     | Points |
| ---- | ---------- | ------ |
| 1    | Norvège    | 5917   |
| 2    | Suède      | 4917   |
| 3    | Russie     | 3707   |
| 4    | États-Unis | 2501   |
| 5    | Finlande   | 2294   |

### Globes de cristal et titres mondiaux à l'issue de la saison
| Disciplines        | Disciplines        | Globes de cristal      | Champions du monde     |
| ------------------ | ------------------ | ---------------------- | ---------------------- |
| Général            |                    |                        |                        |
| Sprint             | Sprint             | Johannes Høsflot Klæbo | Johannes Høsflot Klæbo |
| Sprint par équipes | Sprint par équipes |                        | Norvège                |
| D i s t a n c e    | Individuelle       | Alexander Bolshunov    | Martin Johnsrud Sundby |
| D i s t a n c e    | Skiathlon          | Alexander Bolshunov    | Sjur Roethe            |
| D i s t a n c e    | Départ en ligne    | Alexander Bolshunov    | Hans Christer Holund   |
| Relais             | Relais             |                        | Norvège                |

| Disciplines        | Disciplines        | Globes de cristal        | Championnes du monde   |
| ------------------ | ------------------ | ------------------------ | ---------------------- |
| Général            | Général            | Ingvild Flugstad Østberg |                        |
| Sprint             | Sprint             | Stina Nilsson            | Maiken Caspersen Falla |
| Sprint par équipes | Sprint par équipes |                          | Suède                  |
| D i s t a n c e    | Individuelle       | Therese Johaug           | Therese Johaug         |
| D i s t a n c e    | Skiathlon          | Therese Johaug           | Therese Johaug         |
| D i s t a n c e    | Départ en ligne    | Therese Johaug           | Therese Johaug         |
| Relais             | Relais             |                          | Suède                  |

## Calendrier et podiums

### Hommes

#### Épreuves individuelles
| N°                                                                        | Lieu                                  | Date                                  | Épreuve                               | Vainqueur              | Deuxième               | Troisième              | Leader du Général      |
| ------------------------------------------------------------------------- | ------------------------------------- | ------------------------------------- | ------------------------------------- | ---------------------- | ---------------------- | ---------------------- | ---------------------- |
| 1                                                                         | Ruka                                  | 24 novembre 2018                      | Sprint C                              | Alexander Bolshunov    | Johannes Høsflot Klæbo | Eirik Brandsdal        | Alexander Bolshunov    |
| 2                                                                         | Ruka                                  | 25 novembre 2018                      | 15 km C                               | Alexander Bolshunov    | Emil Iversen           | Calle Halfvarsson      | Alexander Bolshunov    |
| Lillehammer Triple (30 novembre au 2 décembre 2018)                       |                                       |                                       |                                       |                        |                        |                        |                        |
| 3                                                                         | Lillehammer                           | 30 novembre 2018                      | Sprint L                              | Federico Pellegrino    | Emil Iversen           | Alex Harvey            | Alexander Bolshunov    |
| 4                                                                         | Lillehammer                           | 1er décembre 2018                     | 15 km L                               | Sjur Røthe             | Didrik Tønseth         | Denis Spitsov          | Alexander Bolshunov    |
| 5                                                                         | Lillehammer                           | 2 décembre 2018                       | Poursuite 15 km C                     | Janosch Brugger        | Jean-Marc Gaillard     | Erik Bjornsen          | Alexander Bolshunov    |
| Lillehammer Triple - Classement final                                     | Lillehammer Triple - Classement final | Lillehammer Triple - Classement final | Lillehammer Triple - Classement final | Didrik Tønseth         | Sjur Røthe             | Emil Iversen           | Emil Iversen           |
|                                                                           |                                       |                                       |                                       |                        |                        |                        |                        |
| 6                                                                         | Beitostølen                           | 8 décembre 2018                       | 30 km L                               | Sjur Røthe             | Martin Johnsrud Sundby | Andrey Melnichenko     | Alexander Bolshunov    |
| 7                                                                         | Davos                                 | 15 décembre 2018                      | Sprint L                              | Johannes Høsflot Klæbo | Federico Pellegrino    | Baptiste Gros          | Alexander Bolshunov    |
| 8                                                                         | Davos                                 | 16 décembre 2018                      | 15 km L                               | Evgeniy Belov          | Maurice Manificat      | Martin Johnsrud Sundby | Alexander Bolshunov    |
| Tour de Ski 2018-2019 (29 décembre 2018 au 6 janvier 2019)                |                                       |                                       |                                       |                        |                        |                        |                        |
| 9                                                                         | Dobbiaco                              | 29 décembre 2018                      | Sprint L                              | Johannes Høsflot Klæbo | Richard Jouve          | Lucas Chanavat         | Alexander Bolshunov    |
| 10                                                                        | Dobbiaco                              | 30 décembre 2018                      | 15 km L                               | Sergueï Oustiougov     | Simen Hegstad Krüger   | Alexander Bolshunov    | Alexander Bolshunov    |
| 11                                                                        | Val Müstair                           | 1er janvier 2019                      | Sprint L                              | Johannes Høsflot Klæbo | Federico Pellegrino    | Sergueï Oustiougov     | Alexander Bolshunov    |
| 12                                                                        | Oberstdorf                            | 2 janvier 2019                        | 15 km C DL                            | Emil Iversen           | Francesco De Fabiani   | Sergueï Oustiougov     | Alexander Bolshunov    |
| 13                                                                        | Oberstdorf                            | 3 janvier 2019                        | Poursuite 15 km L                     | Johannes Høsflot Klæbo | Sergueï Oustiougov     | Alexander Bolshunov    | Alexander Bolshunov    |
| 14                                                                        | Val di Fiemme                         | 5 janvier 2019                        | 15 km C DL                            | Johannes Høsflot Klæbo | Francesco De Fabiani   | Alexander Bolshunov    | Alexander Bolshunov    |
| 15                                                                        | Val di Fiemme                         | 6 janvier 2019                        | Poursuite 9 km L                      | Sjur Røthe             | Simen Hegstad Krüger   | Andrey Melnichenko     | Alexander Bolshunov    |
| Tour de Ski - Classement final                                            | Tour de Ski - Classement final        | Tour de Ski - Classement final        | Tour de Ski - Classement final        | Johannes Høsflot Klæbo | Sergueï Oustiougov     | Simen Hegstad Krüger   | Johannes Høsflot Klæbo |
|                                                                           |                                       |                                       |                                       |                        |                        |                        |                        |
| 16                                                                        | Dresde                                | 12 janvier 2019                       | Sprint L                              | Sindre Bjørnestad Skar | Gleb Retivykh          | Erik Valnes            | Johannes Høsflot Klæbo |
| 17                                                                        | Otepää                                | 19 janvier 2019                       | Sprint C                              | Johannes Høsflot Klæbo | Alexander Bolshunov    | Pål Golberg            | Johannes Høsflot Klæbo |
| 18                                                                        | Otepää                                | 20 janvier 2019                       | 15 km C                               | Iivo Niskanen          | Alexander Bolshunov    | Didrik Tønseth         | Johannes Høsflot Klæbo |
| 19                                                                        | Ulricehamn                            | 26 janvier 2019                       | 15 km L                               | Maurice Manificat      | Simen Hegstad Krüger   | Didrik Tønseth         | Johannes Høsflot Klæbo |
| 20                                                                        | Lahti                                 | 9 février 2019                        | Sprint L                              | Johannes Høsflot Klæbo | Federico Pellegrino    | Finn Hågen Krogh       | Johannes Høsflot Klæbo |
| 21                                                                        | Cogne                                 | 16 février 2019                       | Sprint L                              | Federico Pellegrino    | Francesco De Fabiani   | Lucas Chanavat         | Johannes Høsflot Klæbo |
| 22                                                                        | Cogne                                 | 17 février 2019                       | 15 km C                               | Alexander Bolshunov    | Iivo Niskanen          | Aleksandr Bessmertnykh | Johannes Høsflot Klæbo |
| Seefeld Championnats du monde de ski nordique (20 février au 3 mars 2019) |                                       |                                       |                                       |                        |                        |                        |                        |
| 23                                                                        | Oslo                                  | 9 mars 2019                           | 50 km C DL                            | Alexander Bolshunov    | Maxim Vylegzhanin      | Andrey Larkov          | Alexander Bolshunov    |
| 24                                                                        | Drammen                               | 12 mars 2019                          | Sprint C                              | Johannes Høsflot Klæbo | Eirik Brandsdal        | Richard Jouve          | Johannes Høsflot Klæbo |
| 25                                                                        | Falun                                 | 16 mars 2019                          | Sprint L                              | Johannes Høsflot Klæbo | Emil Iversen           | Sindre Bjørnestad Skar | Johannes Høsflot Klæbo |
| 26                                                                        | Falun                                 | 17 mars 2019                          | 15 km L                               | Alexander Bolshunov    | Martin Johnsrud Sundby | Didrik Tønseth         | Johannes Høsflot Klæbo |
| Finales                                                                   |                                       |                                       |                                       |                        |                        |                        |                        |
| 27                                                                        | Québec                                | 22 mars 2019                          | Sprint L                              | Johannes Høsflot Klæbo | Federico Pellegrino    | Sindre Bjørnestad Skar | Johannes Høsflot Klæbo |
| 28                                                                        | Québec                                | 23 mars 2019                          | 15 km C DL                            | Johannes Høsflot Klæbo | Alex Harvey            | Didrik Tønseth         | Johannes Høsflot Klæbo |
| 29                                                                        | Québec                                | 24 mars 2019                          | Poursuite 15 km L                     | Alex Harvey            | Alexander Bolshunov    | Simeon Hamilton        | Johannes Høsflot Klæbo |
| Finales - Classement final                                                | Finales - Classement final            | Finales - Classement final            | Finales - Classement final            | Johannes Høsflot Klæbo | Alex Harvey            | Alexander Bolshunov    | Johannes Høsflot Klæbo |
|                                                                           |                                       |                                       |                                       |                        |                        |                        |                        |

#### Épreuves par équipes
| N°                                                                        | Lieu        | Date            | Épreuve              | Vainqueur                          | Deuxième                                                                                 | Troisième                                                                              |
| ------------------------------------------------------------------------- | ----------- | --------------- | -------------------- | ---------------------------------- | ---------------------------------------------------------------------------------------- | -------------------------------------------------------------------------------------- |
| 1                                                                         | Beitostølen | 9 décembre 2018 | Relais 4 x 7,5 km    | Norvège I - Finn Hågen Krogh       | Russie I - Evgeniy Belov - Alexander Bolshunov - Denis Spitsov - Andrey Melnichenko      | Norvège II - Didrik Tønseth - Hans Christer Holund - Magne Haga - Simen Hegstad Krüger |
| 2                                                                         | Dresde      | 13 janvier 2019 | Sprint par équipes L | Norvège I - Sindre Bjørnestad Skar | Norvège II - Pål Golberg - Eirik Brandsdal                                               | Russie I - Artiom Maltsev - Gleb Retivykh                                              |
| 3                                                                         | Ulricehamn  | 27 janvier 2019 | Relais 4 x 7,5 km    | Russie II                          | Russie I - Andrey Larkov - Alexander Bolshunov - Andrey Melnichenko - Sergueï Oustiougov | Norvège I - Hans Christer Holund - Didrik Tønseth - Sjur Røthe - Simen Hegstad Krüger  |
| 4                                                                         | Lahti       | 10 février 2019 | Sprint par équipes C | Norvège I - Johannes Høsflot Klæbo | Norvège II- Sindre Bjørnestad Skar - Eirik Brandsdal                                     | Finlande I - Iivo Niskanen - Ristomatti Hakola                                         |
| Seefeld Championnats du monde de ski nordique (20 février au 3 mars 2019) |             |                 |                      |                                    |                                                                                          |                                                                                        |

### Femmes

#### Épreuves individuelles
| N°                                                                        | Lieu                                  | Date                                  | Épreuve                               | Vainqueur                | Deuxième                 | Troisième                | Leader du Général        |
| ------------------------------------------------------------------------- | ------------------------------------- | ------------------------------------- | ------------------------------------- | ------------------------ | ------------------------ | ------------------------ | ------------------------ |
| 1                                                                         | Ruka                                  | 24 novembre 2018                      | Sprint C                              | Yulia Belorukova         | Maja Dahlqvist           | Ida Ingemarsdotter       | Yulia Belorukova         |
| 2                                                                         | Ruka                                  | 25 novembre 2018                      | 10 km C                               | Therese Johaug           | Charlotte Kalla          | Ebba Andersson           | Yulia Belorukova         |
| Lillehammer Triple (30 novembre au 2 décembre 2018)                       |                                       |                                       |                                       |                          |                          |                          |                          |
| 3                                                                         | Lillehammer                           | 30 novembre 2018                      | Sprint L                              | Jonna Sundling           | Stina Nilsson            | Sadie Bjornsen           | Yulia Belorukova         |
| 4                                                                         | Lillehammer                           | 1er décembre 2018                     | 10 km L                               | Therese Johaug           | Ebba Andersson           | Charlotte Kalla          | Yulia Belorukova         |
| 5                                                                         | Lillehammer                           | 2 décembre 2018                       | Poursuite 10 km C                     | Therese Johaug           | Ingvild Flugstad Østberg | Ebba Andersson           | Therese Johaug           |
| Lillehammer Triple - Classement final                                     | Lillehammer Triple - Classement final | Lillehammer Triple - Classement final | Lillehammer Triple - Classement final | Therese Johaug           | Ebba Andersson           | Ingvild Flugstad Østberg | Therese Johaug           |
|                                                                           |                                       |                                       |                                       |                          |                          |                          |                          |
| 6                                                                         | Beitostølen                           | 8 décembre 2018                       | 15 km L                               | Therese Johaug           | Charlotte Kalla          | Ingvild Flugstad Østberg | Therese Johaug           |
| 7                                                                         | Davos                                 | 15 décembre 2018                      | Sprint L                              | Stina Nilsson            | Sophie Caldwell          | Maja Dahlqvist           | Therese Johaug           |
| 8                                                                         | Davos                                 | 16 décembre 2018                      | 10 km L                               | Therese Johaug           | Ingvild Flugstad Østberg | Krista Pärmäkoski        | Therese Johaug           |
| Tour de Ski 2018-2019 (29 décembre 2018 au 6 janvier 2019)                |                                       |                                       |                                       |                          |                          |                          |                          |
| 9                                                                         | Dobbiaco                              | 29 décembre 2018                      | Sprint L                              | Stina Nilsson            | Ida Ingemarsdotter       | Jessica Diggins          | Therese Johaug           |
| 10                                                                        | Dobbiaco                              | 30 décembre 2018                      | 10 km L                               | Natalia Nepryaeva        | Ingvild Flugstad Østberg | Anastasia Sedova         | Therese Johaug           |
| 11                                                                        | Val Müstair                           | 1er janvier 2019                      | Sprint L                              | Stina Nilsson            | Sophie Caldwell          | Jessica Diggins          | Therese Johaug           |
| 12                                                                        | Oberstdorf                            | 2 janvier 2019                        | 10 km C DL                            | Ingvild Flugstad Østberg | Natalia Nepryaeva        | Anastasia Sedova         | Ingvild Flugstad Østberg |
| 13                                                                        | Oberstdorf                            | 3 janvier 2019                        | Poursuite 10 km L                     | Ingvild Flugstad Østberg | Natalia Nepryaeva        | Jessica Diggins          | Ingvild Flugstad Østberg |
| 14                                                                        | Val di Fiemme                         | 5 janvier 2019                        | 10 km C DL                            | Ingvild Flugstad Østberg | Natalia Nepryaeva        | Anastasia Sedova         | Ingvild Flugstad Østberg |
| 15                                                                        | Val di Fiemme                         | 6 janvier 2019                        | Poursuite 9 km L                      | Ingvild Flugstad Østberg | Krista Pärmäkoski        | Anastasia Sedova         | Ingvild Flugstad Østberg |
| Tour de Ski - Classement final                                            | Tour de Ski - Classement final        | Tour de Ski - Classement final        | Tour de Ski - Classement final        | Ingvild Flugstad Østberg | Natalia Nepryaeva        | Krista Pärmäkoski        | Ingvild Flugstad Østberg |
|                                                                           |                                       |                                       |                                       |                          |                          |                          |                          |
| 16                                                                        | Dresde                                | 12 janvier 2019                       | Sprint L                              | Stina Nilsson            | Maja Dahlqvist           | Jonna Sundling           | Ingvild Flugstad Østberg |
| 17                                                                        | Otepää                                | 19 janvier 2019                       | Sprint C                              | Maiken Caspersen Falla   | Natalia Nepryaeva        | Maja Dahlqvist           | Ingvild Flugstad Østberg |
| 18                                                                        | Otepää                                | 20 janvier 2019                       | 10 km C                               | Therese Johaug           | Ebba Andersson           | Natalia Nepryaeva        | Ingvild Flugstad Østberg |
| 19                                                                        | Ulricehamn                            | 26 janvier 2019                       | 10 km L                               | Therese Johaug           | Astrid Jacobsen          | Ebba Andersson           | Ingvild Flugstad Østberg |
| 20                                                                        | Lahti                                 | 9 février 2019                        | Sprint L                              | Maiken Caspersen Falla   | Sophie Caldwell          | Maja Dahlqvist           | Ingvild Flugstad Østberg |
| 21                                                                        | Cogne                                 | 16 février 2019                       | Sprint L                              | Jessica Diggins          | Sandra Ringwald          | Johanna Hagström         | Ingvild Flugstad Østberg |
| 22                                                                        | Cogne                                 | 17 février 2019                       | 10 km C                               | Kerttu Niskanen          | Nadine Fähndrich         | Natalia Nepryaeva        | Ingvild Flugstad Østberg |
| Seefeld Championnats du monde de ski nordique (20 février au 3 mars 2019) |                                       |                                       |                                       |                          |                          |                          |                          |
| 23                                                                        | Oslo                                  | 10 mars 2019                          | 30 km C DL                            | Therese Johaug           | Natalia Nepryaeva        | Ebba Andersson           | Ingvild Flugstad Østberg |
| 24                                                                        | Drammen                               | 12 mars 2019                          | Sprint C                              | Maiken Caspersen Falla   | Astrid Jacobsen          | Natalia Nepryaeva        | Ingvild Flugstad Østberg |
| 25                                                                        | Falun                                 | 16 mars 2019                          | Sprint L                              | Stina Nilsson            | Maiken Caspersen Falla   | Maja Dahlqvist           | Ingvild Flugstad Østberg |
| 26                                                                        | Falun                                 | 17 mars 2019                          | 10 km L                               | Therese Johaug           | Ebba Andersson           | Jessica Diggins          | Ingvild Flugstad Østberg |
| Finales                                                                   |                                       |                                       |                                       |                          |                          |                          |                          |
| 27                                                                        | Québec                                | 22 mars 2019                          | Sprint L                              | Stina Nilsson            | Maja Dahlqvist           | Jonna Sundling           | Ingvild Flugstad Østberg |
| 28                                                                        | Québec                                | 23 mars 2019                          | 10 km C DL                            | Stina Nilsson            | Therese Johaug           | Ingvild Flugstad Østberg | Ingvild Flugstad Østberg |
| 29                                                                        | Québec                                | 24 mars 2019                          | Poursuite 10 km L                     | Therese Johaug           | Krista Pärmäkoski        | Ebba Andersson           | Ingvild Flugstad Østberg |
| Finales - Classement final                                                | Finales - Classement final            | Finales - Classement final            | Finales - Classement final            | Stina Nilsson            | Therese Johaug           | Ingvild Flugstad Østberg | Ingvild Flugstad Østberg |
|                                                                           |                                       |                                       |                                       |                          |                          |                          |                          |

#### Épreuves par équipes
| N°                                                                        | Lieu        | Date            | Épreuve              | Vainqueur                                                                          | Deuxième                                                                         | Troisième                                                                                   |
| ------------------------------------------------------------------------- | ----------- | --------------- | -------------------- | ---------------------------------------------------------------------------------- | -------------------------------------------------------------------------------- | ------------------------------------------------------------------------------------------- |
| 1                                                                         | Beitostølen | 9 décembre 2018 | Relais 4 x 5 km      | Norvège I - Heidi Weng - Therese Johaug - Ragnhild Haga - Ingvild Flugstad Østberg | Russie II - Lidia Durkina - Anna Zherebyateva - Mariya Istomina - Elena Soboleva | Finlande I - Johanna Matintalo - Krista Pärmäkoski - Riitta-Liisa Roponen - Eveliina Piippo |
| 2                                                                         | Dresde      | 13 janvier 2019 | Sprint par équipes L | Suède I - Maja Dahlqvist                                                           | Suède II - Ida Ingemarsdotter - Jonna Sundling                                   | Norvège I - Mari Eide - Maiken Caspersen Falla                                              |
| 3                                                                         | Ulricehamn  | 27 janvier 2019 | Relais 4 x 5 km      | Norvège I - Ingvild Flugstad Østberg                                               | Suède I - Evelina Settlin - Ebba Andersson - Charlotte Kalla - Jonna Sundling    | Finlande - Laura Mononen - Krista Pärmäkoski - Riitta-Liisa Roponen - Eveliina Piippo       |
| 4                                                                         | Lahti       | 10 février 2019 | Sprint par équipes C | Suède I - Ida Ingemarsdotter - Maja Dahlqvist                                      | Norvège I - Tiril Udnes Weng - Maiken Caspersen Falla                            | Suède II - Evelina Settlin - Hanna Falk                                                     |
| Seefeld Championnats du monde de ski nordique (20 février au 3 mars 2019) |             |                 |                      |                                                                                    |                                                                                  |                                                                                             |